# Hesperantha rupestris
Hesperantha rupestris är en irisväxtart som beskrevs av Nicholas Edward Brown och Robert Crichton Foster. Hesperantha rupestris ingår i släktet Hesperantha och familjen irisväxter. Inga underarter finns listade i Catalogue of Life.